# Гуси-лебеді летять (фільм)
«Гуси-лебеді летять» — український радянський художній фільм 1974 року кіностудії Довженка, екранізація однойменної повісті Михайла Стельмаха.

## Сюжет
Кіноповість-дилогія, розпочата фільмом «Гуси-лебеді летять», і кінчаючи фільмом «Щедрий вечір», про життя українського села після революції. Це поетична балада, в якій через призму дитячих спостережень, мрій і сподівань розкривається новий світ нового часу.

## Акторський склад
- Володя Чубарев — Михайлик
- Федір Стригун — Себастіан
- Галина Демчук — мати
- Володимир Олексієнко — дід Дем'ян
- Валерій Шептекіта — Юхрим
- Лариса Лукашевич — Мар'яна
- Ліля Суддя — Любочка
- Михайло Голубович — Порфирій
- Павлик Река — Іван
- Анатолій Кучеренко — батько
- Маргарита Кавка — жінка з голодного краю
- Лев Перфілов — Попо
- Іван Голубов
- Іван Матвєєв — Шевчик
- Борис Савченко, Василь Хорошко — полісовщики
- Костянтин Степанков, Анатолій Барчук, Вілорій Пащенко — комісія
- Борис Макаров, І. Машталір — бандити
- Віктор Мірошниченко (немає в титрах)

## Знімальна група
- Сценарист: Михайло Стельмах
- Режисер-постановник: Олександр Муратов
- Головний оператор: Василь Курач
- Головний художник: Володимир Цирлін
- Режисер: Борис Зеленецький
- Композитор: Мирослав Скорик
- Ансамбль солістів Державного симфонічного оркестру УРСР під керуванням Степана Турчака
- Директор картини: Дмитро Бондарчук

## Нагороди
- 1975: Приз і диплом Спілки письменників Молдавської РСР Михайлу Стельмаху; приз і диплом Спілки композиторів Молдавської РСР Мирославу Скорику — ВКФ у Кишиневі;
- 1976: Приз Спілки кінематографістів УРСР; спеціальні дипломи: Василю Курачу, Мирославу Скорику